# 日本の中等教育
日本の中等教育（にほんのちゅうとうきょういく）は、初等教育から数えて7年目から9年目までをカバーする中学校（ちゅうがっこう）と、主に10年目から12年目までを対象とする高等学校（こうとうがっこう）に分かれている。

## 中学校

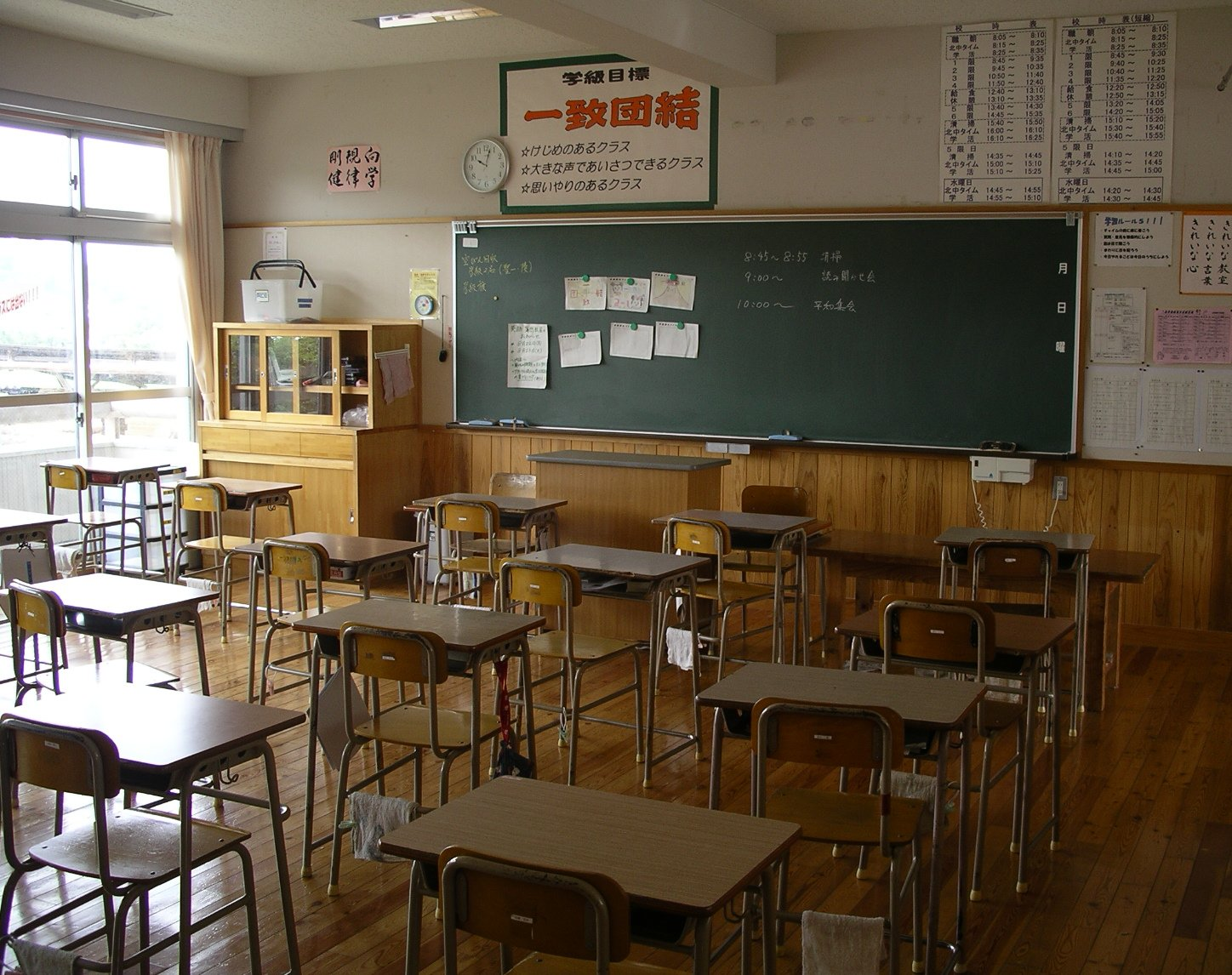
典型的な日本の教室

前期中等教育である中学校は、おおむね12〜15歳の生徒を対象とする学校で、学業に重点が置かれている。義務教育はここまでであり、これを修了した後、教育制度を離れて就職をすることも可能であるが、1980年代後半までにはそうした人は4%未満となり、現在はほとんど見られない。
1980年代の中学校のほとんどは公金出資の公立学校で、5パーセントが私立学校であった。私立学校の生徒一人当たりの費用は平均55万2,592円で、公立学校の4倍であった。
年間授業日数は最低210日である。学校行事の大部分は運動会や修学旅行などの非学業行事で占められている。
各クラスには、カウンセラーを兼ねた担任教師が割り当てられる。小学生と異なり、中学生には授業は教科ごとに異なる教師が担当する（教科担任制）。教科は通常、45ないし50分間で、授業ごとに教師は次に授業を行う教室に移動する。生徒の昼食は、小学校同様、給食制である場合が多いが、一部の私立学校では給食が提供されない。

### 指導法
指導は講義形式に頼る傾向がある。教師はテレビやラジオなどのメディアも使用し、理科などでは実験室を使用する授業もいくらかある。1989年までに、管理目的のみでコンピュータを使用する学校も含め、公立中学校全体の約45パーセントにコンピュータが設置された。教室の編成は依然として小規模な作業グループ単位に基づいているが、規律上の理由によるものではない。生徒は、日常的な日課と社会的に許容される行動を習得していることが期待される。
すべてのコースの内容は中学校学習指導要領に明記されている。国語や数学など一部の科目は小学校のカリキュラムと連携している。カリキュラムは国語、英語、社会、数学、理科、音楽、美術、技術科、家庭科、体育（保健を含む）をカバーしている。道徳教育と特別活動は、引き続き注目がなされている。

### 課外活動
多くの生徒が主に放課後に活動する部活動へ参加している。野球などの運動部は特に男子に人気があり、吹奏楽部などは女子に最も人気のあるクラブの一つである。サッカー部も人気が高まっている。その他の人気のある運動部には、ソフトテニス、バスケットボール、卓球、陸上競技、バレーボールなどがある。どのスポーツでも、学校間や地域レベルで多くの大会が開催されており、生徒には試合で対戦する機会が多く与えられている。
文化系部活動としては、吹奏楽部の他、合唱部や美術部、茶道部、華道部などが人気である。
一部の中学校では、実用英語技能検定や漢字検定などの検定資格の受験を生徒に奨励している。
小・中・高等学校の最高学年の生徒は、京都や奈良などの文化的に重要な都市、冬などにスキー場、ほか京都や奈良、地方都市の生徒は東京、大阪、沖縄、北海道など、私学になると日本国外など他の場所へ数日間の旅行（修学旅行）に出かける。

## 高等学校

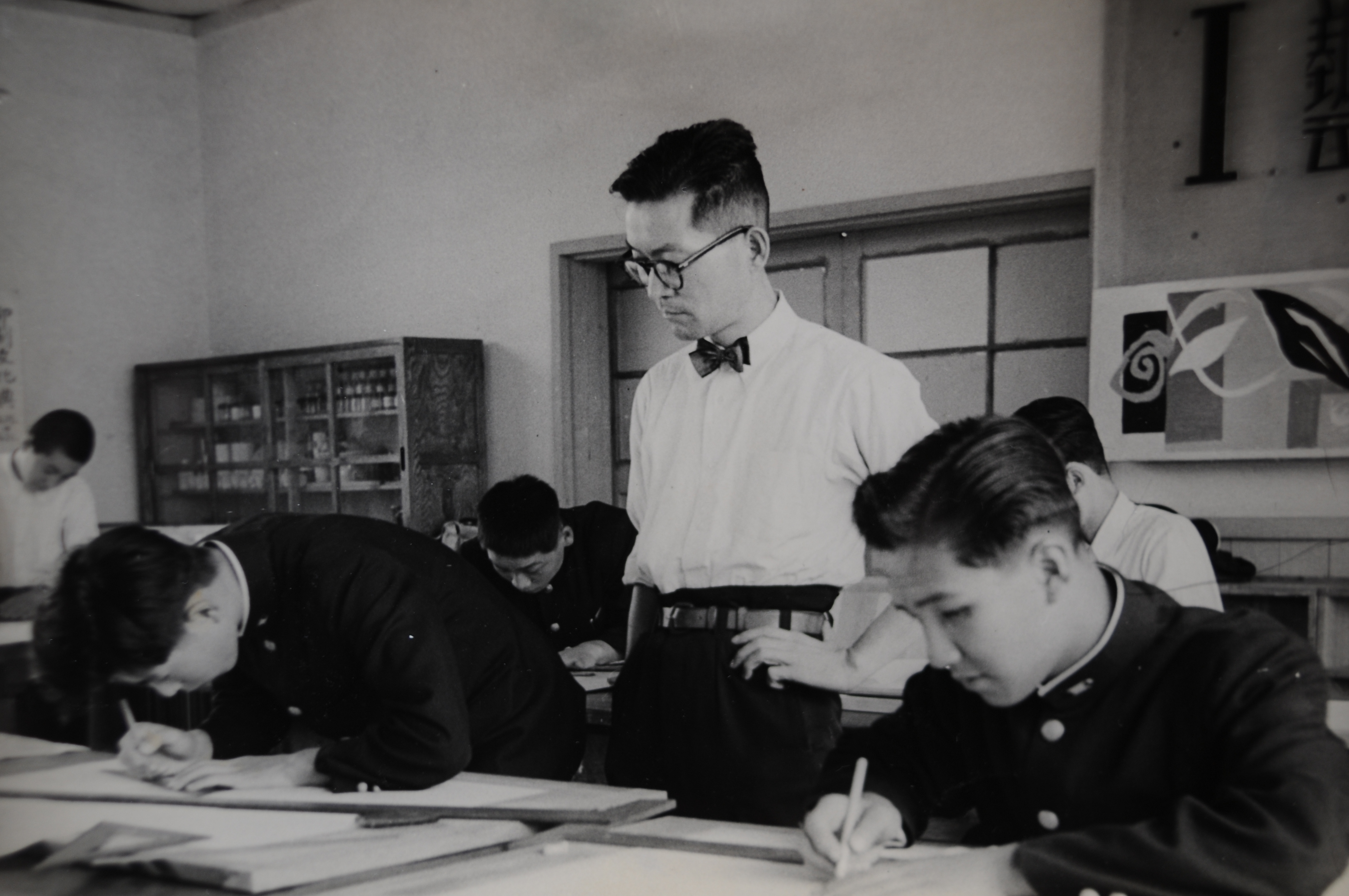
1963年の高校のクラス風景

日本では高等学校は義務教育ではないが、2005年時点で中学校卒業生の94パーセントが高等学校に進学し、95パーセント以上の生徒が高校を卒業している。
入学するには中学校3年生で入学試験を、都道府県内のすべての公立高校で標準化されているか、私立高校や国立高校の場合、その学校だけのために作成したテストを受験する。美術高校や音楽高校などでは、入学に実技試験を要する。

### 日常生活
高校は通常午前8時30分に始まり、教師たちは5分間のミーティングを行い、その後ホームルームが行われる。1学年の生徒は平均40人ほど。担任教師は午前または午後のホームルーム（それぞれ約5分間）と、週に1回の長いホームルームを担当する。
多くの生徒は、ホームルームによって、クラス内で特定タスクの委員会委員に割り当てられる。
昼食前に45ないし50分の授業が4回ある。体育、理科の実験、その他専門科目の授業では、生徒は教室とは別の施設に移動する。それ以外の場合は、教師が生徒の代わりに一日中教室を変える。生徒は通常、年間10から14もの科目の授業に出席する。
学校によってはカフェテリア等がないため、そうした学校の生徒は一般的に教室で食事をする。小学校や中学校とは異なり、高校生からは国自治体等の補助による昼食用意は無く、有料の食堂を開店したり、代わりに購買店舗などが設けられるため、多くの生徒が食堂の利用か購買で購入もしくは弁当を持参することもある 。昼食後、生徒はさらに2つのコマの授業を受ける。通常、午後3時30分までには終了し、生徒は課外活動に参加できる。
土曜日の授業は、4コマ終了後午後1時に終了する。

## 課外活動
ほとんどの中学校・高等学校には、運動部と文化部の2種類の課外部活動がある。新入生は通常、新学期が始まってから部活を選び、学校生活の残りの期間に部を変更することはめったにない。部活動は毎日放課後2時間ないし3時間ほど集まって活動するが、授業開始前の早朝や昼休暇中にも集まることもある。これらの部活動は、生徒にとって友達を作ったり、社会的なエチケットや先輩後輩の関係性などの人間関係を学ぶ重要な機会ともされる。

## カリキュラム
学校側にはカリキュラムの作成や教科書の選択に関する自主性が限られている。教科書は民間で作成・制作されているものの、内容や教材の最終決定権は文部科学省にある。通常、生徒は数学、社会、国語、理科、英語をそれぞれ3年間ずつ学び、体育、音楽、美術、道徳などの追加科目も履修する。特に日本の社会科は地理（中高）、公民（中学校）や歴史も日本史、世界史、そして現代社会学や政治学・経済学（高校）とに分かれている。必修科目が多数あり、選択科目も少数設けられている。
教師は中高とも教職課程を経た大学卒業者で占める。高等中等教育は学科に分かれており、教師は自分の専門分野を担当としているが、より一般的な専門分野を共有するさまざまなコースを教えている。教育は主に講義方式に依存しており、主な目標はカリキュラムをカバーすることとなる。少なくとも公立学校では、教育アプローチと科目のカバー範囲は均一になる傾向がみられる。

## 教育改革
| Countries (sample) | Global rank | Maths:- | Maths:- | Science:- | Science:- |
| Countries (sample) | Global rank | Rank    | Score   | Rank      | Score     |
| ------------------ | ----------- | ------- | ------- | --------- | --------- |
| シンガポール       | 01          | 1       | 655     | 1         | 650       |
| 日本               | 02          | 2       | 650     | 2         | 645       |
| オーストリア       | 03          | 3       | 645     | 4         | 540       |
| 韓国               | 04          | 4       | 540     | 3         | 535       |
| フィンランド       | 05          | 6       | 535     | 5=        | 530       |
| イングランド       | 06          | 8       | 530     | 7         | 525       |
| スイス             | 07          | 7       | 525     | 10        | 520       |
| スコットランド     | 08          | 10=     | 520     | 8         | 515       |
| デンマーク         | 09          | 14      | 515     | 5=        | 510       |
| ドイツ             | 10          | 10=     | 505     | 9         | 500       |
| カナダ             | 11          | 5       | 500     | 17        | 495       |
| ウェールズ         | 12          | 12=     | 490     | 11        | 485       |
| ベルギー           | 13          | 9       | 485     | 16        | 480       |
| ノルウェー         | 14          | 12=     | 480     | 14        | 475       |
| スウェーデン       | 15          | 15=     | 475     | 12        | 470       |
| オランダ           | 16          | 18      | 470     | 13        | 465       |
| フランス           | 17          | 20      | 465     | 15        | 460       |
| オーストラリア     | 18          | 15=     | 460     | 20        | 455       |
| ニュージーランド   | 19          | 19      | 455     | 18        | 450       |
| アメリカ           | 20          | 17      | 450     | 23        | 445       |

文部科学省は、すべての外国語、特に英語の教育を改善する必要性を認識している。英会話の指導法を改善するために、政府は「外国語指導等交流事業」の一環として、英語を母国語とする多くの若き人材を日本に招き、各都道府県教育委員会に属して、指導補佐役を務めてもらっている。このプログラムでは2005年までに参加者が 6,000 人を超えている。ここ数年、日本の教育委員会の中には、民間の派遣会社から派遣されたALT（外国語指導助手）に頼ってきたところもある。
1980年代後半の統合教育課程の発展と教育改革運動の一環として、中学校学習指導要領が1989年に全面的に改訂され、1992-93年度から施行された。この改訂の主な目的は、公民として必要な基礎知識を生徒に身につけさせることである。これはある程度、日本の歴史と文化、そして国家としての日本と世界の他の国々との関係についての理解に重点を置くことを意味している。学習指導要領では選択科目の時間数も増加し、生徒の個々の違いを考慮し、多様化を視野に入れた選択科目の選択が推奨された。
教育基本法のさらなる改正は2006年12月22日に行われた。改正法では、学校教育の構造は基本的に同じままであるが、日本文化の尊重（第2条5項）、学校の規律（第6条2項）、および親の責任（第10条）に新たな重点が置かれている。

### 中学校の問題
1980年代には、中等教育レベルで教育者や国民にとって大きな懸念事項である2つの問題が現れ始めた。それは、現在でも大きな問題となっているいじめと、増加傾向にあった不登校症候群（過度の欠席として現れる）であるである。政府の調査によると、2008年には中学校で42,754件の問題行動があったとしている。
こうした現象の具体的な原因については専門家の間でも意見が分かれているが、現在の制度では個別的または専門的な支援がほとんど提供されていないため、制度の要求に従えない生徒や、その他の困難を抱える生徒の不満を募らせているという点では、一般的な見解が一致している。もう1つの問題は、帰国子女と呼ばれる、海外から帰国した日本人の子どもたちに関するものである。こうした生徒は、特に海外に長期間滞在していた場合、読み書きの面で、また厳しい授業の要求に適応する面で支援を必要とすることが多いが、適応できたとしても、日本国内の学校生活において受け入れられるという保証はない。こうした生徒の多くは、外国語を習得しただけでなく、話し方、服装、行動といった、自分たちが日本国内の生徒と異なることを示す海外の習慣が身に付けているからである。

### 高校の問題
高等学校のカリキュラムは 1989年に徹底的に改訂された。その年、新しい高等学校学習指導要領が発表され、1994年に 10年生から段階的に導入され、続いて 1995年に 11年生、1996年に 12年生に導入されることになった。注目すべき変更点の1つは、男女ともに家庭科の履修が義務付けられたことである。政府は、すべての生徒に家族生活の重要性、家族メンバーの役割と責任、家族内での協力の概念、社会における家族の役割についての認識を植え付けることに関心を持っている。家族は依然として社会基盤の極めて重要な部分であり、文部科学省は変化する社会の中で家族の安定性を維持することに明らかに関心を持っている。もう1つの注目すべき変更点は、従来の社会科コースが歴史と地理および公民コースに分割されたことである。

## 参考資料
- Reed, Steven R. Japanese Prefectures and Policymaking. University of Pittsburgh Press, July 15, 1986. ISBN 0822976412, 9780822976417.

## 参照資料
- Benjamin, Gail. Japanese Lessons: A Year in a Japanese School through the Eyes of an American Anthropologist and Her Children. New York: New York University Press, 1998.
- DeCoker, Gary, editor. National Standards and School Reform in Japan and the United States. New York: Teachers College Press, 2002.
- Ellington, Lucien. "Beyond the Rhetoric: Essential Questions about Japanese Education." Footnotes, December 2003. Foreign Policy Research Institute's website: http://www.fpri.org
- Eades, J.S. et al., editors. The 'Big Bang' in Japanese Higher Education: The 2004 Reforms and the Dynamics of Change. Melbourne: Trans Pacific Press, 2005.
- Fukuzawa, Rebecca Erwin and Gerald K. Letendre. Intense Years: How Japanese Adolescents Balance School, Family, and Friends. New York: Routledge Falmer, 2000.
- Goodman, Roger and David Phillips, editors. Can the Japanese Change Their Education System? Oxford: Symposium Books, 2003.
- Guo, Yugui. Asia's Educational Edge: Current Achievements in Japan, Korea, Taiwan, China, and India. New York: Lexington Books, 2005.
- Letendre, Gerald K. Learning to Be Adolescent: Growing Up in U.S. and Japanese Middle Schools. New Haven: Yale University Press, 2000.*
- Masalski, Kathleen. (2001). "Examining the Japanese History Textbook Controversies." A Japan Digest produced by the National Clearinghouse for U.S.-Japan Studies. Full text at http://www.indiana.edu/~japan/Digests/textbook.html.
- Rohlen, Thomas P. JAPAN'S HIGH SCHOOLS. Berkeley: University of California Press, 1983. ED 237 343.
- Seo, Kanehide. THE LIFE OF A SENIOR HIGH SCHOOL STUDENT. Tokyo: International Society for Educational Information, 1986.
- Tomlinson, Tommy. "Hard Work and High Expectations: Motivating Students to Learn." Issues in Education. Office of Educational Research and Improvement, Washington, D.C. Report. April 1992. ED 345 871
- White, Merry. THE MATERIAL CHILD: COMING OF AGE IN JAPAN AND AMERICA. New York: The Free Press, 1993.
- Wray, Harry. Japanese and American Education: Attitudes and Practices. Westport, Conn.: Bergin and Garvey, 1999.